# Hemd
Ein Hemd (von althochdeutsch hemidi, „Hemd, Gewand, Überwurf“) ist ein Kleidungsstück mit Hals- und Armöffnungen, das in verschiedenen Längen und mit verschiedenen Ärmel-, Ausschnitt- und Kragenformen auftreten kann. Hemden können an der Vorderseite mit Knöpfen geschlossen werden oder durchgehend offen sein. Im engeren Sinne wird in der westlichen Welt heute unter dem Begriff Hemd das Herrenoberhemd verstanden. Im weiteren Sinne kommen sowohl Blusen für Frauen als auch Unterwäsche wie das Unterhemd und Nachtwäsche wie das Nachthemd hinzu.

Blaues Hemd

## Entstehungsgeschichte
Bereits um 925 v. Chr. trugen die Hebräerinnen ein bis auf den Boden reichendes, weißes Hemd aus Leinen. Bei den Völkern des Abendlandes wurde das Hemd einmal als Unter-, einmal als Oberkleid für Frau und Mann verwendet. Seit dem 16. Jahrhundert ist es in der heutigen Weise bekannt und wird als Tagesgewand gebraucht. Im späten 19. und frühen 20. Jahrhundert war der angeknöpfte hohe Stehkragen („Vatermörder“) zur formellen Kleidung üblich. 1863 wurde durch die Gebrüder Hönigsberg in Wien der halbsteife Hemdenkragen aus Doppelstoff erfunden, der nicht mehr angeknöpft werden musste, sondern fest mit dem Hemd verbunden war. Die durchgehende Knopfleiste wurde beim Hemd um 1900 eingeführt (Patent seit 1871), sodass das Hemd nicht mehr über den Kopf gezogen werden musste.

## Verwendete Materialien
Bis ins 19. Jahrhundert waren Leinen und Hanf die üblichen Materialien. Als im Zuge der industriellen Revolution Baumwolle billiger wurde, setzte sich diese immer mehr durch. Im 20. Jahrhundert kamen Seide und Kunstfasern hinzu.
Besonders hochwertige Hemden bestehen aus Leinen, Hanf, Seide, Bambus oder auch Regeneratfasern, Baumwolle-Wolle (Viyella), Baumwolle-Kaschmir (Alumo; Cashmerello) sowie hauptsächlich aus reiner Baumwolle bester Qualität, meist Pima, Supima, Ägyptische Giza oder Sea Island (ELS, extra Langstapel) 35 bis 60 mm. Die beste Qualität ist West-Indisch-Sea-Island-Baumwolle WISIC, neuerdings auch Californian Cotton Supima „Corcoran“.
Die Materialien sollten dem Oeko-Tex-Standard entsprechen. Sie sind meist aus zwei- oder dreifädigem Vollzwirngewebe („two ply“ oder „three ply“), aber auch „single ply“. Sie können gemischt werden, z. B. Leinen und Baumwolle 50:50, jedoch nicht mit Kunstfasern, dies wird nur bei billigeren Stoffen gemacht.
Unterteilt werden sie auch nach Fäden pro Zoll (thread count); je mehr Fäden, desto feiner der Stoff. Bezeichnungen sind z. B. 100/100, 120/120 bis über 200/200 (Schuss, weft/Kette, warp) (Albini „Golden Jubilee“ 330/4 hält den Rekord). Sie werden in Hanks (840 Yards) pro Pfund angegeben; z. B. bedeutet 100, dass ein Pfund Baumwolle 84.000 Yards Faden ergibt. Je höher der thread count, desto knitteranfälliger wird aber das Hemd.
Gute Hemdstoffproduzenten befinden sich in der Schweiz, Italien und England.
Hemdstoffe werden pro Laufmeter gehandelt, gute Stoffe liegen um 15–90 Euro pro Meter.
Diese Stoffe sind oft nur von Maßschneidereien zu beziehen, im normalen Handel mit Konfektionshemden werden diese Stoffe eher nicht verwendet. Die Preise der unteren Stoffkategorien liegen im Bereich von 20 Cent bis 3 Euro pro Meter, aus diesen Qualitäten werden die meisten Konfektionshemden hergestellt. Diese umfassen sowohl Kunstfasermischungen als auch reine Baumwolle. Man sieht hier eine enorme Preisdifferenz, zur Herstellung eines Herrenhemdes wird etwa 2–3 m2 Stoff benötigt. Dies erklärt auch den hohen Preis der Vollmaßhemden, der bis zu 1000 Euro pro Hemd betragen kann.
Hemdstoffe werden auch nach den verschiedenen Webarten unterschieden:
- In Leinwandbindung gewobene Stoffe:
  - Popeline (englisch poplin, broadcloth, plainweave)
  - Zephyr/Batist oder auch Musselin, ein feiner bis fast durchsichtiger Stoff in Leinwandbindung.
  - „End-on-End“/„Fil a fil“ ist ein Buntgewebe, dessen Kett- oder Schussfäden abwechselnd hell und dunkel sind. Dadurch ergibt sich ein belebtes „faux-uni“-Farbbild (falscher Uni-Stoff). Ein Fil a fil, der zusätzlich kalandriert ist, heißt Chambray.
  - Segeltuch (englisch canvas, duck), ein dickeres Gewebe in Leinwandbindung.
  - Oxford (englisch basket-, Panamaweave, hopsack) ist ein meist buntgewebter, kräftiger Hemdenstoff aus Baumwolle in Leinwandbindung, wobei die Kett- und Schussfäden immer paarweise doppelt geführt werden.[9] Der „Royal Oxford“ hingegen hat eine andere, komplexere Webkonstruktion und es werden feinere Fäden verwendet.
  - Pinpoint ist eine Mischung von Oxford und Popeline; es werden feinere Garne verwendet als beim Oxfordgewebe.
  - Voile: Die verwobenen, stark überdrehten und dadurch gekräuselten Fäden (Kreppgarne) ergeben kleinste Luftlöcher im Gewebe, was eine gute Luftzirkulation ergibt. Durch die Kräuselung der Fäden fühlt es sich leicht sandig an, das Gewebe ist dadurch auch meistens leicht durchsichtig.
  - Chiffon (meistens für Damenblusen verwendet): Ähnlich wie Voile, es wird aber mit anderen, nicht so stark überdrehten Fäden gewoben, wodurch in den Fäden keine so starke Kräuselung wie beim Voile entsteht. Chiffon wird mit abwechselnd verdrehten Fäden (S-Twist, Z-Twist) gewoben, was einen leichten „Stretch“ ergibt.
  - Zendaline ist eine Mischung von Popeline und Voile (Halbkrepp).
  - Noppengarn (englisch slub yarn) mit gewollten knotigen Stellen.[10]
  - Flamés: aus unregelmäßig gesponnenen Flammgarnen gewobene Stoffe mit belebter Struktur.
- In Köperbindung gewebte Stoffe (englisch twill), hier werden viele Varianten unterschieden:
  - Normaler Köper, Cavalry-Twill (breite Streifen), Gabardine (steiler Grat), Denim, Fischgrat (englisch herringbone, frz. chevron), Vichy-Muster (englisch houndstooth), Nailhead, Birdseye, Glencheck, -plaid[11]
- Satin, Atlas
- Cord, auch Schnürlsamt oder Rippensamt genannt (englisch corduroy)
- Plissé
- Jacquard; ähnlich ist Dobby, hier können aber nicht ganz so komplizierte Muster erzeugt werden.
- Pikee: Gewebe mit waffelartiger Struktur, dadurch liegt der Stoff nicht vollflächig auf der Haut auf, woraus eine bessere Luftzirkulation resultiert.
- Seersucker (Krepp-Gewebe): Gewebe mit geraffter Oberfläche; man unterscheidet „echten“ (Garnkreppe) und „falschen“ (Ausrüstungskrepp) Seersucker, der Effekt ist gleich wie beim Piqué; Seersucker muss zudem nicht gebügelt werden.
- Selten verwendet wird Bazin (Damast, Atlas), Chenille oder Stretchgewebe (ein Elastomerfaden im Schuss, der mit Garn umhüllt ist, während in der Kette Baumwolle oder andere Naturfasern benutzt werden).

Es werden auch die Muster der Stoffe unterschieden: Tartan, Vichy-Muster (Gingham), Melange, Mouline, sowie die Stoffausführung: Merzerisieren, Krumpfen (Sanforisieren), Gasieren, Flanell oder „Peau de Pêche“ (Pfirsichhaut; aufgeraut) u. a.
Bei bügelfrei produzierten Hemdstoffen wird der Stoff durch einen Ausrüstungsprozess mit einem Kunstharz behandelt (Trockenvernetzung, Behandlung ohne Ammoniak; Nassvernetzung, Behandlung mit Ammoniak und einem Vernetzer (Kunstharz)). Es wird jedoch nie eine volle Bügelfreiheit erreicht, es kann also eigentlich nur von bügelleicht gesprochen werden. Diese Eigenschaft nimmt mit jedem Waschvorgang immer mehr ab. Zudem nimmt eine so behandelte Baumwolle den Schweiß nicht richtig auf, auch fühlt sich der Stoff aufgrund des Harzüberzugs etwas rau an. Die Bügelleicht-Ausrüstung wird bei besonders hochwertigen Stoffen nicht angewandt.
Bei Hemdstoffen ist die Endausrüstung zu beachten, gute Qualitätsstoffe werden nach dem Oeko-Tex-Standard verarbeitet.
Auch zu beachten ist die Dampfdurchlässigkeit eines Hemdes, denn jede Webart kann unterschiedlich eng gewoben werden. Dies wirkt sich auf die Dampfdurchlässigkeit aus; gerade bei hoher Luftfeuchtigkeit oder erhöhter Körpertranspiration ist dieser Faktor wichtig.

## Modeeinflüsse
Da das Hemd ursprünglich als Unterwäsche angesehen wurde, war seine modische Entwicklung lange Zeit auf den einzig sichtbaren Teil, den Kragen, beschränkt. Erst nach dem Verschwinden der Weste als obligatorisches Kleidungsstück unterliegt auch der Rest des Hemdes dem modischen Diktat und erhielt zusätzliche Impulse durch Ablegen des Sakkos in der Freizeit.
In den 1970er Jahren wurden die Hemden erstmals sehr körpernah geschnitten, die Kragen wurden höher und die Kragenschenkel sehr lang und spitz. Die verwendeten Farben und Muster und Materialien erlangten eine bis dahin ungekannte Vielfalt (z. B. Discohemd).
In den 1990er Jahren schlug das Pendel in die entgegengesetzte Richtung. Der Hemdenleib und die Ärmel wurden sehr weit geschnitten, die Ärmelnaht rutschte den Arm herunter und die Kragen waren eher schmal mit kleinen Kragenschenkeln und fast rechtwinkeligen Kragenspitzen. Es wurden gerne verdeckte Knopfleisten getragen.
Gegenwärtig werden Hemden wieder eng – „slim fit“ – getragen, was durch Schnitt und Stretchmaterialien unterstützt wird. Die Kragen sind moderat in Form und Größe, wobei ein Trend zu kleineren Kragen erkennbar wird.

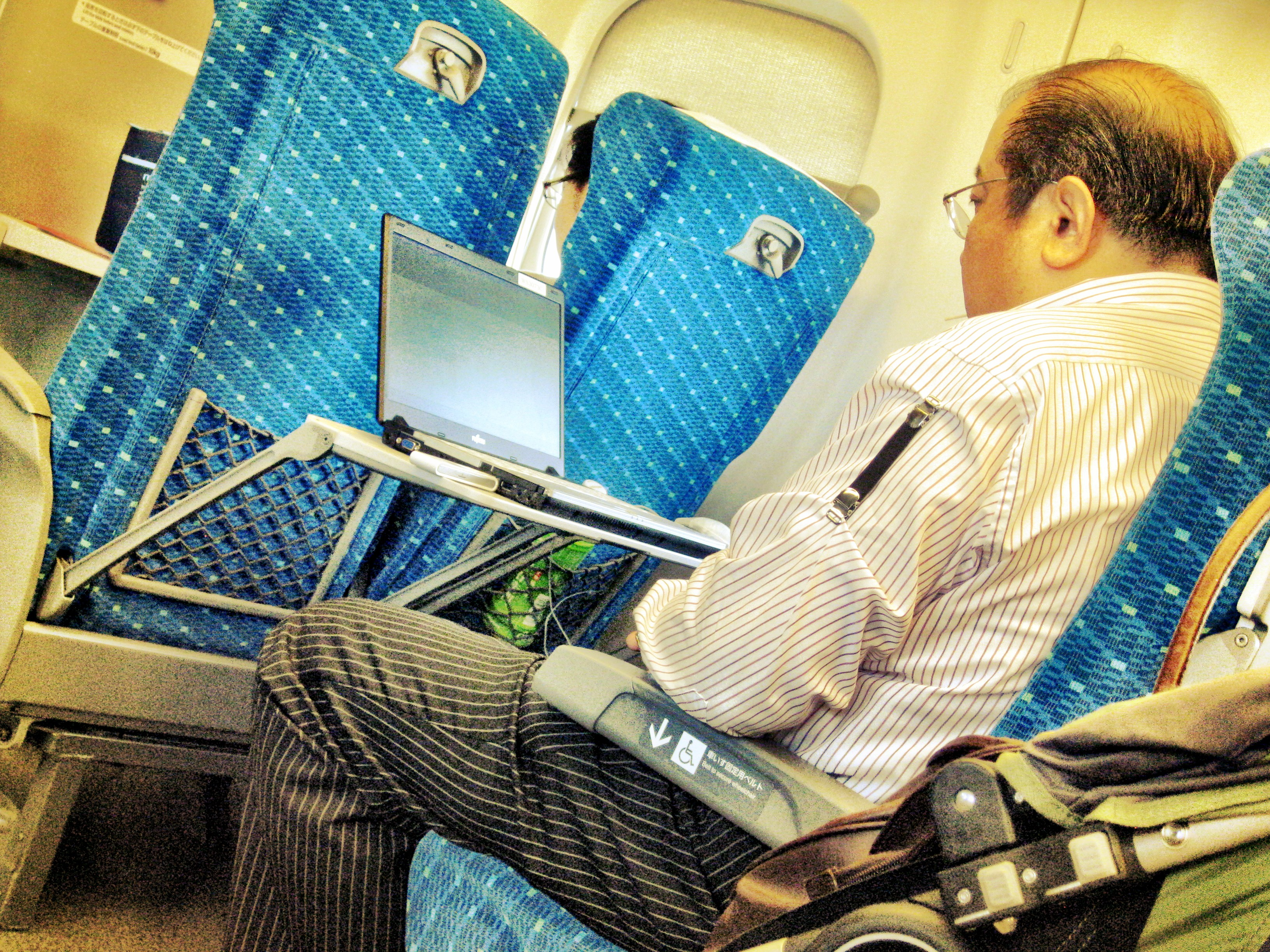
Ärmelhalter

Lange Zeit galt ein reinweißes Hemd als Statussymbol des Herrn, da es anzeigte, dass sich sein Träger nicht mit körperlich anstrengender oder gar schmutziger Arbeit befasste und er sich täglich ein frisch gewaschenes Hemd leisten konnte. Zum Schutz der Ärmel insbesondere bei Schreibarbeiten mit der Feder oder später dem Füllfederhalter wurden früher im Büro Ärmelschoner getragen, die über die Hemdenärmel gezogen wurden. Ärmelhalter sind heute kaum noch gebräuchliche, verstellbare Gummibänder, die die Ärmel am Oberarm halten und so für die richtige Ärmellänge sorgen sollen. Erst im 20. Jahrhundert konnten sich farbige Hemden und gestreifte Hemden (Candy-, Bengal-, Hairline-Streifen) durchsetzen. Hier gilt, je breiter die Streifen, desto legerer der Anlass, zu dem das Oberhemd getragen wird.

## Hemdenformen
Heutzutage wird zwischen dem Herrenhemd und der Bluse der Frau unterschieden.
Bei den Herrenhemden gibt es das Businesshemd, das meist einfarbig weiß oder blau ist oder feine Streifen aufweist und i. d. R. zu Anzug und Krawatte getragen wird, und das Casualhemd für die Freizeit. Traditionell hat das Geschäftshemd keine Brusttasche, da der klassische Geschäftsanzug ein Dreiteiler war, bei dem man Taschen in der Weste hatte.
Zur Gesellschaftskleidung gehört das Frack- und Smokinghemd. Das Aussehen ist streng geregelt, wie z. B. weiße Farbe, verstärkte Hemdbrust und Verwendung von Manschetten- und Frackknöpfen (beim Smoking auch verdeckte Knopfleiste möglich).
Aus der Sportbekleidung kommt das kurzärmelige Polohemd, das mittlerweile in der Freizeitmode weit verbreitet ist. Eine nach dem Zweiten Weltkrieg in Europa aufgekommene Mode war das Hawaiihemd. Als ursprüngliche Arbeitshemden werden Flanellhemden (auch „Karohemden“) heute noch als Freizeitkleidung getragen.
Beim Militär ist das Feldhemd, ein jackenähnliches, robustes, längeres Hemd, üblich.
Erst zu Beginn des 20. Jahrhunderts begann sich das heute übliche durchgeknöpfte Hemd durchzusetzen. Davor war das Hemd nur etwa bis zur Brusthöhe geschlitzt und musste beim Anziehen über den Kopf gezogen werden. Diese Form des sogenannten Schlupfhemdes hat sich bis heute in verschiedenen traditionellen Bereichen gehalten, wie zum Beispiel beim Fischerhemd, beim österreichischen und bayerischen Trachtenhemd oder beim Frackhemd.

## Bestandteile

### Kragen

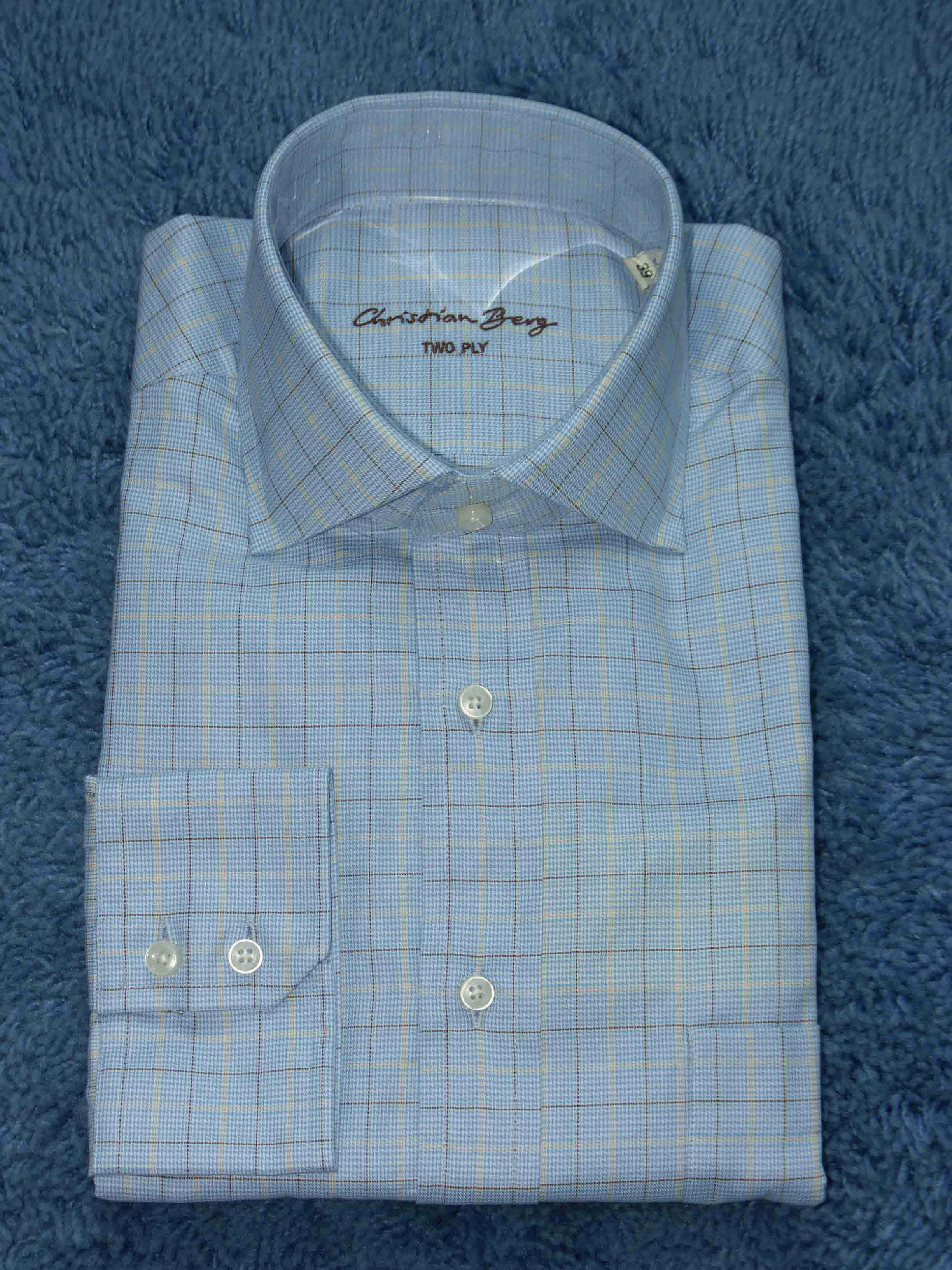
Hemd mit Haifischkragen

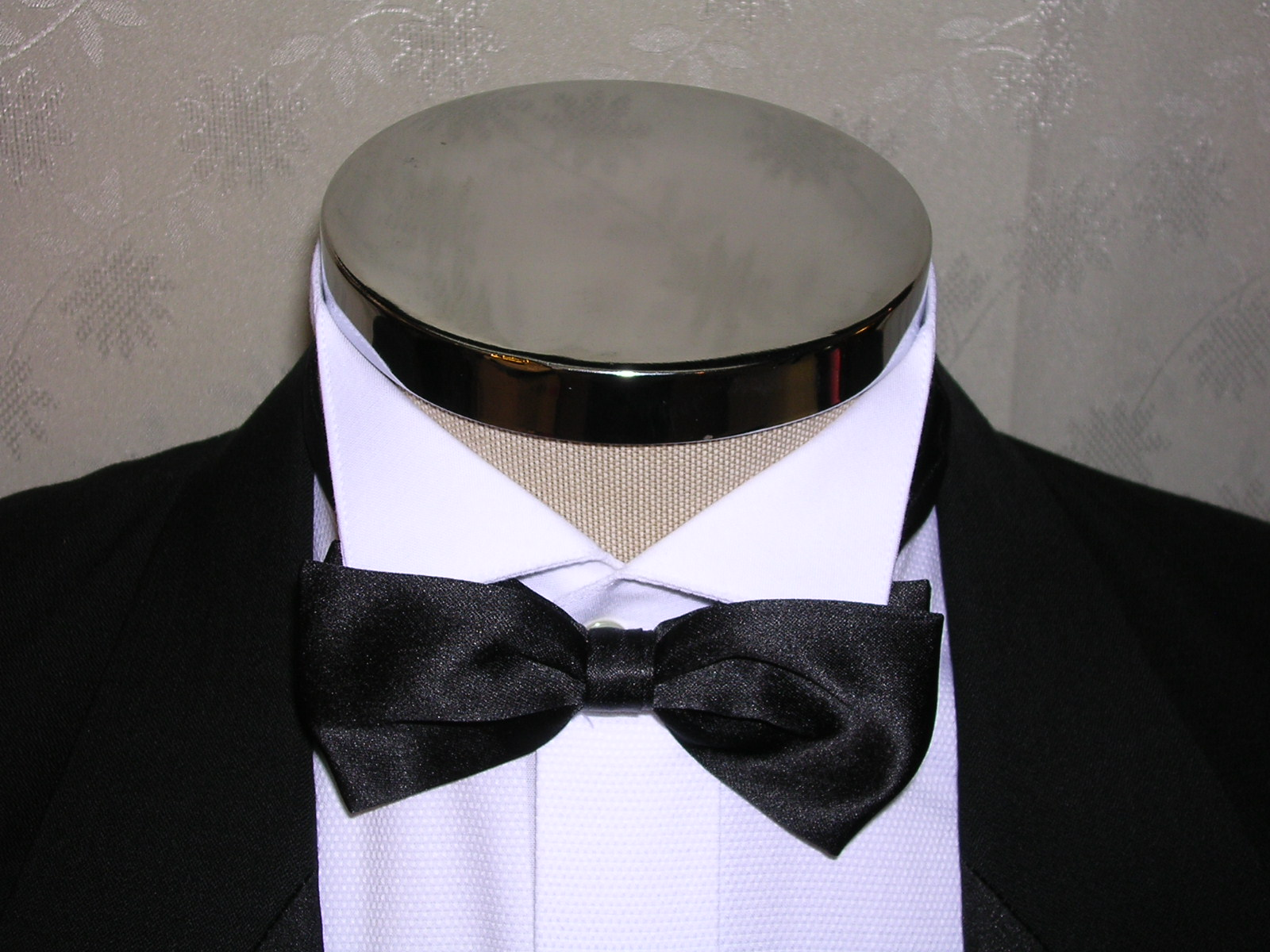
Vatermörder

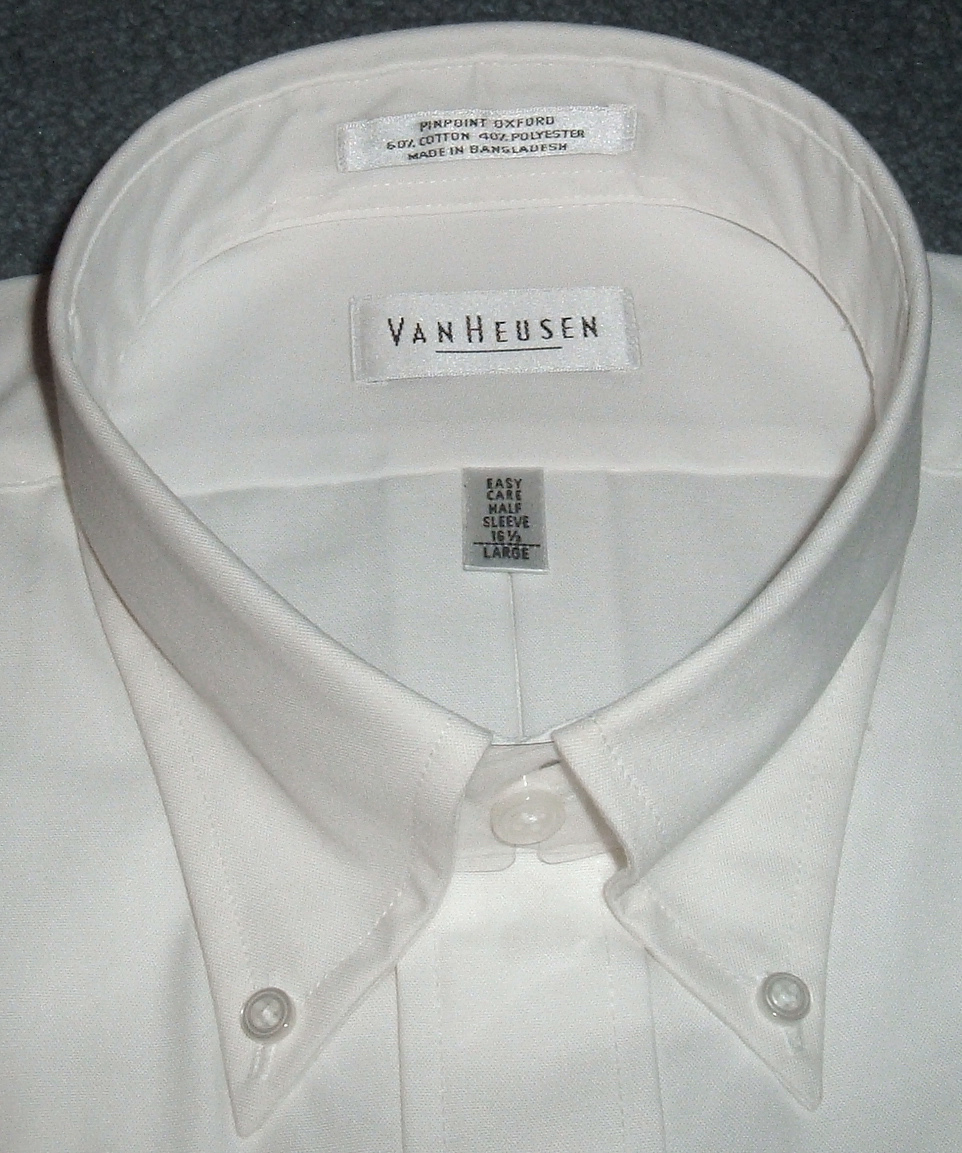
Button-Down-Kragen

Grundsätzlich gibt es zwei Kategorien von Kragenformen: Umlegekragen/Umschlagkragen und Stehkragen.
Der Stehkragen ist die ältere Form und ist ein steifer oder auch weicher Kragen, der aufrecht um den Hals steht. Er kann mit oder ohne Knopf, offen oder geschlossen ausgeführt werden. Bekanntester Vertreter ist der Vatermörder oder Kläppchenkragen, auch Pinguin-, Diplomaten-, Smokingkragen (englisch wing tips, wing collar), welcher nur noch zu festlichen Anlässen mit Frack oder Smoking getragen wird. Die Kläppchen können abgerundet oder spitz ausgeführt sein. Eine weitere Art ist der sogenannte Mandarinkragen, ein kurzer, offener Stehkragen nach chinesischem Vorbild.
Der Umlegekragen oder Klappkragen (englisch Turn-Down-Kragen, Turnover) besteht aus dem Kragensteg bzw. Kragenfuß (englisch collar band) und dem Oberkragen, der beim Tragen nach unten geklappt wird. Diese Teile können separat geschnitten sein oder in einem Stück zugeschnitten werden. Der Umlegekragen ist die geläufigste Kragenart und es gibt ihn in vielen verschiedenen Formen:
- Der Kentkragen ist die heute meistverbreitete Form und nur mäßig gespreizt.
- Der Cutaway-Kragen (Haifisch-, Hai-, Napolikragen) ist ein modisch hoher Kragen, breit gespreizt (bis zu 160°-Winkel) und daher gut für besonders große Krawattenknoten (Windsorknoten) geeignet. Im Allgemeinen ist er mit Kragenstäbchen versehen. Möglich ist noch ein Kragen, der 180° oder mehr gespreizte Schenkel hat („extreme spread“).
- Der Windsorkragen bzw. New-Kent-Kragen ist eine Variation aus Kent- und Cutaway-Kragen und ist ungefähr im 120–140°-Winkel gespreizt („semi-spread“). In Amerika benutzt man den Begriff Keaton collar.
- Der Button-Down-Kragen ist ein weicher Knöpfkragen ohne Kragenstäbchen, dessen Spitzen an die Hemdbrust angeknöpft werden. Die Knöpfung kann offen oder verdeckt (englisch Hidden Button-Down) ausgeführt sein. Aufgrund seiner sportlichen Natur trägt man ihn in der Regel nicht zum Anzug oder zweireihigen Sakko. Während der Button-Down-Kragen in den USA auch mit Krawatte getragen wird, ist dies in Europa nicht üblich, wenngleich Gianni Agnelli die Kombination mit Krawatte tragbar werden ließ.[18][19][20]
- Der Tabkragen hat eine enge Spreizung und wird mit Krawatte getragen. Die weichen Kragenenden ohne Kragenstäbchen werden mit knöpfbaren Laschen, Klappen oder einem Druckknopfverschluss unter dem dazu passenden schmalen Krawattenknoten zusammengehalten.
- Der Nadel- oder Piccadilly-Kragen (englisch pin, pinned oder eyelet collar) ist heute nur noch wenig verbreitet. Die meist abgerundeten oder auch spitzen Kragenecken werden bei dieser Form mit einer speziellen Kragennadel zusammengehalten.
- Seltener wird auch ein sogenannter „Clubkragen“ (Eton-, Runder- oder Kleeblattkragen)[21] mit abgerundeten Kragenenden angetroffen.
- Der Spitzkragen (spear point, narrow) ist eine seit längerer Zeit nicht mehr sehr gebräuchliche Kragenart mit sehr enger Spreizung (kleiner als 45°-Winkel). Er wurde mit schmalem Krawattenknoten oder Fliege getragen und mittlerweile vom Cutaway-Kragen abgelöst. Der Kragen kann durch Umnähen der Kragenenden gespreizt und so zu einem Haifischkragen umgearbeitet werden.
- Der Winchesterkragen (auch „Kontrastkragen“) ist ein weißer Kragen, der zu Hemden mit farbigem, häufig gestreiftem Körper getragen wird. In der Regel sind auch die Manschetten weiß. In der Populärliteratur ist diese Form auch als „Gordon-Gekko-Shirt“ bekannt.
- Die bisher aufgezählten Kragenformen werden hochgeschlossen getragen und stellen die förmliche Variante der Umlegekragen dar. Die Gruppe der Reverskragen ist die sportlich legere Form der Umlegekragen. Sie sind von vornherein dazu gemacht, offen getragen zu werden. Durch das offene Tragen wird die Innenseite des Vorderteils nach außen geklappt (das eigentliche Revers), weshalb solche Hemden immer mit einem breiten Beleg gearbeitet werden. Weiters werden Kragen und Kragenfuß meist in einem Stück zugeschnitten. Es gibt zahlreiche Varianten des Reverskragens. Die einfachste und geläufigste ist vom Hawaiihemd bekannt. Der Kragen wird einfach in der Halslochnaht mit eingenäht und reicht nicht ganz bis zur vorderen Kante. Dadurch ergibt sich das typische Erscheinungsbild mit einer Ecke und einer sichtbaren Reversnaht. Dieser Kragen trägt verschiedenste Namen wie Lido-, Capri-, Camp-, Hawaii-, Pajama-, Cuban- oder Bowlingkragen. Er ist auch bekannt von US-amerikanischen Polizei- und Armeehemden.[22]
- Etwas raffinierter ist eine Zuschnittsweise, bei der Oberkragen und Beleg in einem Stück zugeschnitten werden (englisch one-piece collar). Dadurch verschwindet die Reversnaht. Die Form des Revers kann recht frei gewählt werden, wie z. B. beim Hawaiihemd mit kleiner Reversecke oder die vordere Kante geht direkt in die Kragenkante über. Auch abgerundete Formen sind möglich (Schalkragen). Der Kragen selbst kann eher flach liegend oder stark aufsteigend, einem förmlichen Hemdkragen ähnlich, gestaltet werden. Je nach Form und Anbieter tragen diese Kragenfomen phantasievolle Namen wie Longflower-, Poet-, California-, (Gary-)Cooper- oder Ludo-Kragen. Wie alle Kragen können Reverskragen je nach gewünschtem Effekt weicher oder mit steiferen Einlagen gearbeitet werden, button-down und verdeckte button-down-Varianten sind natürlich auch möglich.
  - Eine Variante davon ist der Barrymore-Kragen, er ist mit langen Schenkeln und enger Spreizung und wird offen und ausgeklappt getragen. Er wurde auch von Al Pacino im Film Scarface getragen.
- Beim Doppelkragen ist ein zweiter, etwas kleinerer Oberkragen meist in einer Kontrastfarbe über dem anderen.
- Bei besonders hohen Kragen wird der Kragensteg mit zwei Schließknöpfen geschlossen.
- Es auch möglich, die Kragen einfach ohne Kragenknopf auszuführen (Walbusch-, Trelegant- oder Variokragen). Dieser Kragen kann auch mit Krawatte getragen werden, er wird dann nur durch einen Krawattenknoten zusammengehalten.

Zudem gibt es noch den Rugby- oder Lacostekragen wie beim Polohemd sowie den Schnürkragen mit geschnürter Knopfleiste.
Herrenhemden des späten 19. bis Anfang 20. Jahrhunderts waren oft kragenlos. Dazu trug man Hemden mit abnehmbaren bzw. anknöpfbaren Kragen. Diese hatten den Vorteil, dass sie separat gewaschen werden konnten, da sie schneller verschmutzen als das restliche Hemd. Um ihre Form aufrechtzuerhalten, wurden sie mit Wäschestärke behandelt. Heutzutage stellt das Reinigen eines Hemdes keinen großen Aufwand dar, weswegen Kragen und Hemd miteinander vernäht sind.
Heute hält die Krageneinlage die Form stabil, sodass das umständliche Stärken entfällt. Sie kann in unterschiedlicher Stärke bemessen werden, man unterscheidet „very soft, soft, medium, hard, very hard“. Bei Damenblusen wird normalerweise keine Einlage verwendet („very soft“). Die Einlage wird normalerweise geklebt, kann aber auch eingenäht werden (in England bevorzugt). Kragen mit geklebter Einlage sind formbeständiger, Kragen mit eingenähter Einlage müssen sorgfältiger gebügelt werden, gelten aber als eleganter, weil der Stoff durch eine Klebung an seiner natürlichen Bewegung gehindert wird.

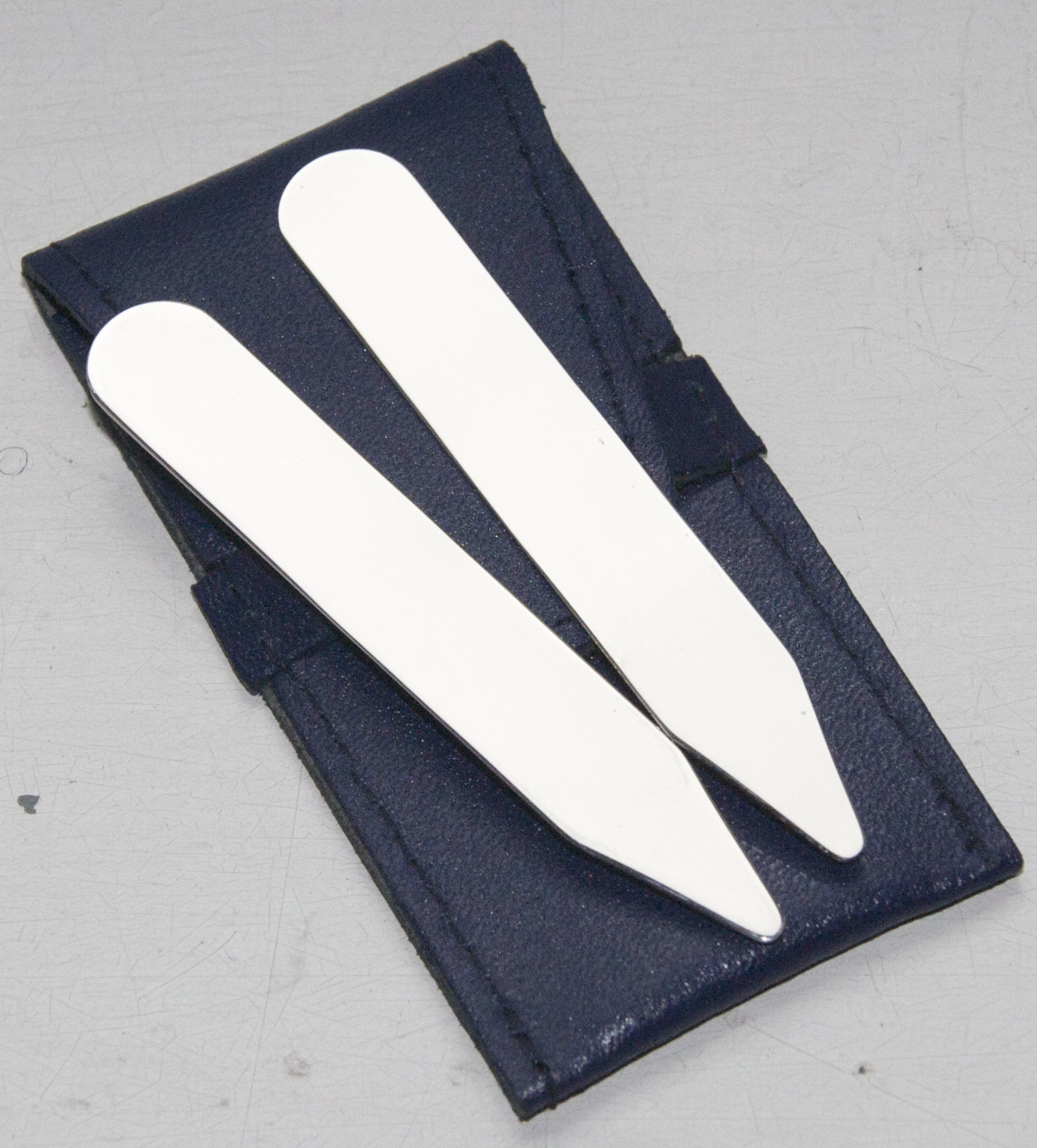
Kragenstäbchen aus Silber

Zusätzliche in die Kragenenden gesteckte Kragenstäbchen (englisch collar stay) verstärken die Flügel. Diese sind gewöhnlich aus Kunststoff und in die Kragen geklebt oder selten eingenäht. Hochwertige Hemden besitzen, je nach Kundenwunsch, auch herausnehmbare Stäbchen aus Kunststoff oder Metallen wie Weißblech oder Messing. Sehr edle Ausführungen können hingegen auch aus Horn, Perlmutt, edlem Holz, Silber oder fossilem Mammutelfenbein gefertigt sein. Die Kragenstäbchen werden dabei vor der Wäsche entnommen. So werden die Kragenspitzen geschont und die Kragenstäbchen gehen nicht im Inneren der Waschmaschine verloren. Sie werden üblicherweise nach dem Bügeln wieder eingesetzt.

### Sattel
Der Sattel (englisch yoke), auch als Schulter-, Rückenpasse, Schulterteil, manchmal auch Göller, Goller oder Koller bezeichnet, ist der im oberen Teil des Rückens angesetzte Stoffteil. Er hat auf die Passform des Hemdes großen Einfluss, z. B. bei hängenden Schultern. Er kann ein- oder zweiteilig mit einer Mittelnaht (englisch split yoke) ausgeführt werden. Teilweise wird die Meinung vertreten, dass der zweiteilige Sattel einen stoffsparenderen Zuschnitt erlaube und durch die zusätzliche Naht Vorteile beim Anpassen eines Maßhemdes biete. Weitere Spielarten sind der Mondrücken oder Country- und Westernschnitte, auch möglich ist die Ausführung ohne Sattel.

### Schulterklappen
An Uniformhemden sind oft Schulterklappen mit Rangabzeichen angebracht. Sie haben auch als modisches Detail in die zivile Mode Eingang gefunden.

### Ärmel
Der Ärmel ist derjenige Teil des Hemdes, der den Arm bedeckt. Es gibt ihn als kurze oder lange Version. Kurze Ärmel gehen bis etwa zur Hälfte des Oberarmes und enden mit einem eingeschlagenen Saum.
Beim langärmeligen Hemd reicht er von der Schulter bis zum Handgelenk und endet mit der Manschette. Um ein Aufkrempeln zu ermöglichen, hat der lange Ärmel einen Ärmelschlitz, der von der Manschette bis etwa zur Hälfte des Unterarmes geht. Bei den Schlitzen ist oft ein kleiner Knopf (englisch placket- oder gauntletbutton) angebracht, um ein Aufklaffen zu vermeiden.
Krempelärmel bezeichnen solche Ärmel, die hochgeschlagen getragen werden. Dazu besitzen sie häufig einen Riegel (Ärmelriegel, englisch sleeve tab), der um den Aufschlag geknöpft wird und das Herunterrutschen verhindert.
Auch war es einmal in Mode, die Ärmel der Länge nach außen mit einer Falte zu versehen (Perry pleat oder dimple; Perry Ellis).

#### Ärmelansatz
Die Ärmel werden meist gerade, glatt oben am Sattel sowie am Rücken- und Vorderteil angenäht, aber es ist auch möglich, die Ärmel gefältelt anzunähen (englisch pleated, shirred oder neapolitan shoulders). Dies wird auch bei Sakkos (hier Spalla camicia) so gemacht, hier sind dann noch weitere Formen möglich. Diese Form kann auch unten an den Manschetten angewendet werden.

### Manschetten

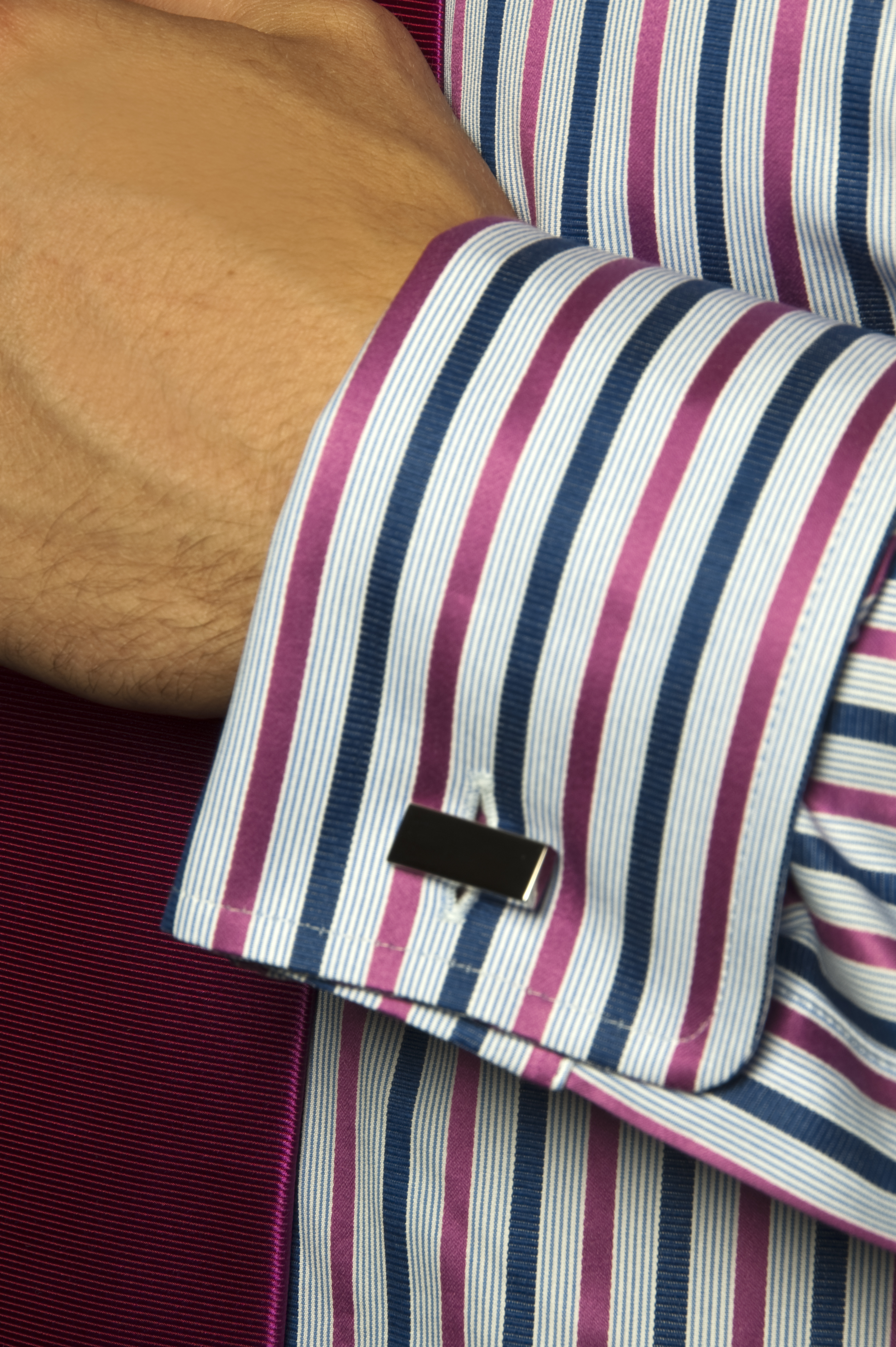
Umschlagmanschette

Die Manschette (englisch cuff) ist ein bis fast handbreiter, meist etwa 10 % der Ärmellänge langer Stoffstreifen, der den Ärmelabschluss bildet. Neben dem Kragen gehört sie zu den am stärksten beanspruchten Komponenten des Hemdes und ist meistens durch Einlagen verstärkt. Sie umschließt das Handgelenk und ist heutzutage mit Knöpfen verschließbar. Im Barock und früher waren die Ärmel auch oft ohne Manschetten, sondern hatten nur einen oft langen plissierten, gefalteten Abschluss.
Heutige Hemden weisen zwei grundsätzliche Formen auf: die einfache und die doppelte Manschette.
Am gebräuchlichsten ist die italienische oder Sportmanschette (barrel, single cuff), eine Einfachmanschette mit angenähtem Knopf. Hemden von der Stange haben häufig zwei nebeneinander liegende Knöpfe, so dass der Träger die Weite auf sein Handgelenk einstellen, verstellen kann. Gelegentlich haben Sportmanschetten auch zwei übereinander liegende Knöpfe (Doppelkopfmanschetten), die gleichzeitig geschlossen werden. Varianten mit drei Knöpfen sind auch möglich (Londoner Manschette). Vorne beim Knopf sind sie meist abgerundet oder angeschrägt (Mitered), aber auch eine eckige, gerade Ausführung (Pariser Manschette) ist möglich. Zudem gibt es auch Formen, bei denen der Knopf gegen den Ärmel zurückversetzt ist (Hamburger, Florentinische Manschette).
Die einfache Manschette kann auch ohne Knopf ausgeführt werden und muss dann mit Manschettenknöpfen verschlossen werden.
Eine weitere Variante der einfachen Manschette ist die Kombi-, Vario- oder Wienermanschette (englisch convertible cuff), sie kann wahlweise mit einem Knopf oder mit Manschettenknöpfen geschlossen werden. Bei der Kombimanschette liegen zwei Knöpfe wie bei der weitenverstellbaren Sportmanschette nebeneinander, aber mit einem Kopfloch zwischen den Knöpfen zum Durchstecken eines Manschettenknopfs. Die Wiener Variante hat nur einen Knopf wie bei der Sportmanschette, der aber an einem Knopfloch angenäht ist und auch durch das Loch zurückgelegt werden kann. Dann kann die Manschette als geknöpfte, einfache französische oder englische Manschette genutzt werden, oder es kann ein Manschettenknopf verwendet werden, hier ist dann außen kein Knopf sichtbar.
Während Einfachmanschetten ihre Steifheit nur durch die Einlagen erhalten, werden Doppelmanschetten (englisch Double Cuff) dafür umgeschlagen.
Die Umschlagmanschette (auch Umlegemanschette) oder französische (abgerundet) sowie englische Manschette (eckig, gerade) ist doppelt so lang und wird vor dem Zuknöpfen einmal zurückgefaltet. Zum Schließen werden Manschettenknöpfe verwendet.
Die neapolitanische, Cocktail- oder James-Bond-Manschette ist eine Doppelmanschette mit zwei übereinanderliegenden angenähten Knöpfen. Der umgeschlagene Teil geht allerdings nicht komplett um die Manschette, sondern lässt die Knöpfe frei. Am Umschlag können auch noch zusätzlich kleine Knöpfe zum Fixieren ausgeführt werden. Allerdings hat James Bond auch Umschlagmanschetten sowie einmal auch eine Tabmanschette getragen.
Möglich sind noch die Tab- (Italian cuff) oder die Envelope-Manschette; bei der Tabform wird die Manschette mit einer oder zwei Laschen geschlossen, bei der Envelopeform ist die Knopflochseite der Manschette spitz (pointed) ausgeführt.
Frackhemden besitzen einfache Manschetten ohne Umschlag, die mit Manschettenknöpfen geschlossen werden.

### Knopfleiste

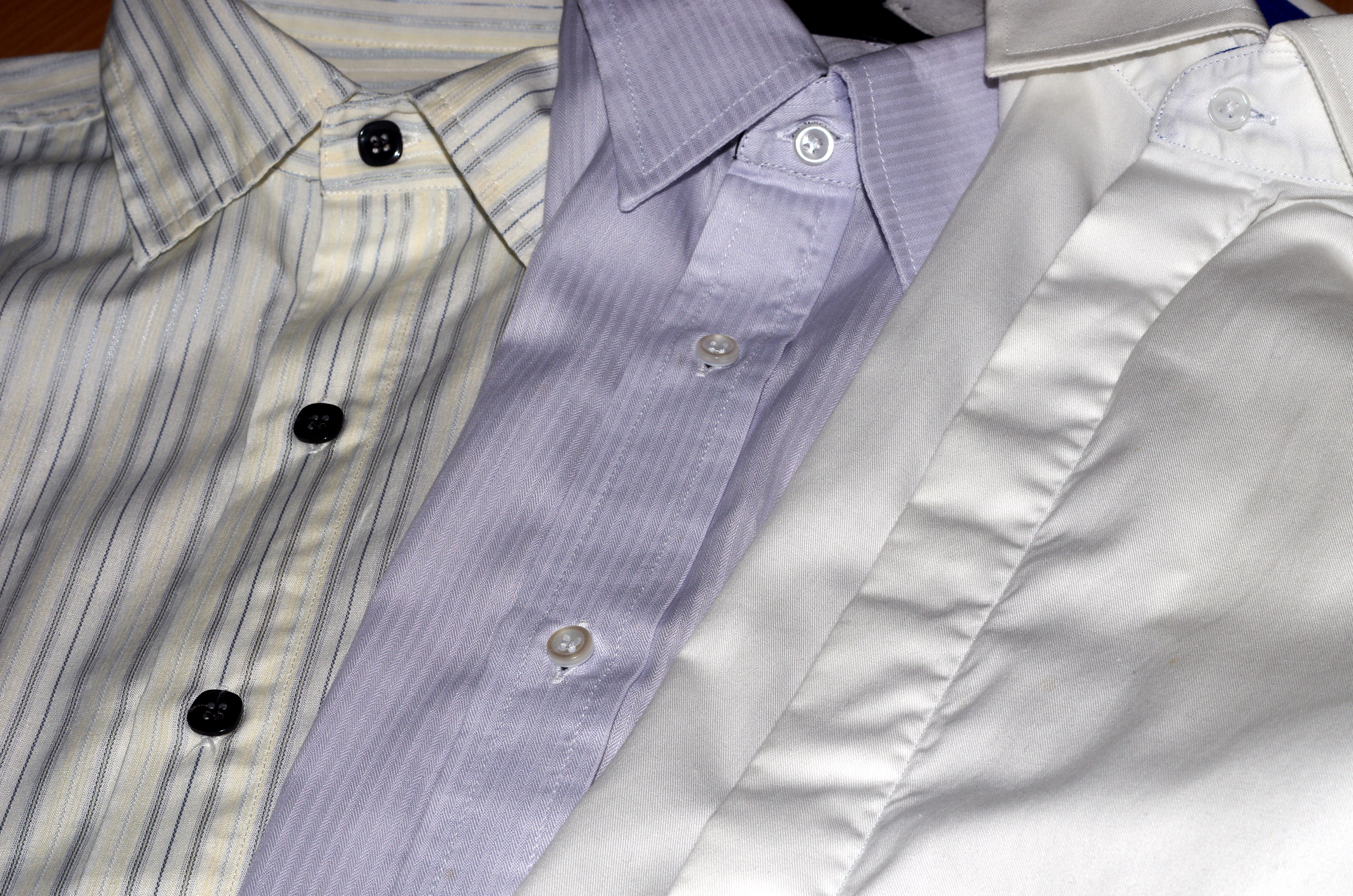
Verschiedene Knopfleisten (von links nach rechts): glatte Leiste, aufgesetzte Leiste, verdeckte Leiste

Bei einem Herrenhemd sind die Knopflöcher am linken Vorderteil angebracht (wie in der Schneiderei üblich vom Träger aus gesehen). Je nach Ausführung unterscheidet man:
Die aufgesetzte Knopfleiste (englisch placket front): Hier sind die Knopflöcher in einer durch eine Absteppung und eine kleine Falte abgesetzten senkrechten Stoffbahn eingearbeitet. Dieser Streifen wirkt wie aufgesetzt und gliedert das Hemd optisch. Es ist die meistverbreitete, aber auch legerste Form.
Gelegentlich setzen Modedesigner hier einen auffälligen Kontraststoff ein, um sie als Designelement zu verwenden.
Hemden können aber auch ohne Knopfleiste ausgeführt werden, mit glatter Leiste (englisch French front, no placket): Hier sind die Knopflöcher direkt im linken Vorderteil eingesetzt, ohne dass eine separate Leiste zu erkennen ist. Diese Version gilt als eleganter und stellt höhere Anforderungen beim Zuschnitt, da der Musterverlauf von der Stoffkante nicht unterbrochen werden darf. Es kann dann die linke Vorderteil-Kante abgenäht werden oder auch nicht.
Eine weitere Spielart ist die verdeckte Leiste (englisch fly front): Hier wird auf der Unterseite des Vorderteils eine Stoffleiste für die Knopflöcher angebracht oder das linke Vorderteil so umgefaltet, dass die Knopflöcher verdeckt sind. Die Knöpfe und Knopflöcher sind dadurch nach dem Schließen nicht mehr sichtbar. Diese Version wird gerne für festliche Hemden wie Frack- und Smokinghemden verwendet.
Klassische Hemden für Frack und Smoking haben manchmal auch keine angenähten Knöpfe, sondern auf beiden Seiten Knopflöcher. Sie werden mit separat anzubringenden Frackknöpfen geschlossen. Oder oft wird eine spezielle, aufgesetzte, breite und mehr oder weniger steife Front (Marcella, Piqué) mit offener oder verdeckter Knopfleiste ausgeführt.
Die zum Schließen der Leiste verwendeten Knöpfe gibt es in verschiedenen Formen und Farben. Die Wahl des Fadens ermöglicht auch viele Gestaltungsmöglichkeiten. Heutzutage verwendet man zumeist Knöpfe aus verschiedenen Kunststoffen oder aus Harz. Klassische oder hochwertige Hemden dagegen haben häufig Knöpfe aus Perlmutt oder Steinnuss (Corozo), auch Knöpfe aus Kokosnussschale sind erhältlich. Die Knöpfe werden meist im Querstich angenäht, aber auch Kreuz- oder Pfeilstich ist möglich.
Bei der Knopfleiste gibt es einen augenfälligen Unterschied zwischen Hemden für Herren und Damen. Bei Herrenhemden sind die Knöpfe auf dem rechten Vorderteil angenäht. Im Gegensatz dazu tragen Blusen die Knöpfe auf der linken Seite.
Eine spezielle Variante ist die Pullover-Knopfleiste (pullover placket): Sie verläuft nicht durchgehend, sondern nur in der oberen Hemdhälfte, sie kann mit Knöpfen oder auch geschnürt, ja sogar mit Reißverschluss gefertigt werden. Früher waren diese Schlupf- oder Halbhemden gängig, sie mussten über den Kopf gezogen werden. Zudem waren die Hemden knielang, woher auch der Begriff „mach dir nicht ins Hemd“ stammt. Das Hemd wurde dabei einfach zwischen den Beinen hindurch gefaltet.

### Brust
Auf dem Brustbereich können auch Biesen oder bei Smoking- und Frackhemden eine Piqué- oder eine Faltenbrust sowie ein Chemisette (eine gestärkte Hemdbrust) ausgeführt werden, auch kann hier ein Vorhemd verwendet werden.

### Brusttaschen
Häufig haben Hemden eine oder zwei Brusttaschen. Diese können komplett offen oder mit knöpfbaren Patten verschließbar sein. Gelegentlich wird die Patte nicht komplett durchgenäht, sondern es wird ein kleiner Schlitz offen gelassen, durch den man einen Stift oder Brille stecken kann, ohne die Patte zu öffnen. Bei manchen Hemden wird auf die Brusttasche(n) verzichtet. Die Hemdtasche hat sich erst durchgesetzt, nachdem die Weste als alltägliches Kleidungsstück aufgegeben wurde.

### Rückenteil
Das Rückenteil kann glatt an den Sattel angesetzt sein oder mit verschiedenen Falten, um etwas mehr Beweglichkeit zu ermöglichen. Gängig sind zwei Seitenfalten (englisch sidepleats, knife pleats), die über den Schulterblättern liegen, oder eine Mittelfalte, die als Quetschfalte (englisch boxpleat) bzw. eher kürzere „Cacharelfalte“ sowie als Kellerfalte (englisch inverted pleat) ausgeführt sein kann. Es kann auch eine Kleiderhaken-Schlaufe in der Mitte der Rücken-Sattelnaht eingenäht werden. Bei einem figurbetonenden Hemd werden neben einer Taillierung der Seitennaht im unteren Rückenteil zusätzlich senkrechte Abnäher (englisch darts) angebracht, damit das Hemd eng anliegt.
Das Rücken- und Vorderteil kann auch auf ganzer Länge gefältelt (englisch pleated, shirred) am Sattel angenäht werden.

### Hemdsaum
Die untere Kante des Hemdes wird mit einem schmalen Saum abgeschlossen, wobei die Saumlinie zur Seitennaht abgerundet oder mit einem Seitenschlitz ausgeführt werden kann. Das untere Ende der Seitennaht kann durch einen sog. „Stockzwickel“ oder einer „Beinecke“ (auch „Fliege“, englisch gusset, ital., span. mosca, frz. mouche) verstärkt sein. Dieser kleine dreieckige Stoffeinsatz soll ein Einreißen der Naht verhindern und für etwas mehr Bewegungsfreiheit sorgen. Schlitz und Stockzwickel stammen aus einer Zeit, als die Hemden noch erheblich länger waren und ungeschlitzt die Bewegungsfreiheit der Beine eingeschränkt hätten. Man unterscheidet noch eine billigere Variante, welche nur als Verstärkung dient.

## Hemdengrößen bei Konfektionshemden
Im deutschsprachigen Raum wird bei der Größe nur die Kragenweite in Zentimetern angegeben, wobei die Kragenweite dem Halsumfang entspricht. Bei Herrenhemden werden meist zwei aufeinanderfolgende Kragenweiten zu einer Größe zusammengefasst, zum Beispiel 39/40 oder 41/42, die den US-amerikanischen Konfektionsgrößen S, M, L, XL etc. entsprechen. Bei der Ärmellänge wird im Handel in Kurzarm (bis Ellenbogen) und Langarm unterschieden. Im angelsächsischen Bereich wird die Hemdengröße durch die Kombination zweier Zahlen in Zoll (englisch inch) definiert. Die erste Zahl gibt die Kragenweite, die zweite die Armlänge an. Der Schnitt des Hemdes wird in Bezeichnungen wie tailliert – untailliert oder slim – regular – comfort fit angegeben.

## Maßhemd
Neben dem Kauf konfektionierter Hemden „von der Stange“ bieten Hersteller auch die Möglichkeit, maßkonfektionierte (englisch made to measure) oder maßgeschneiderte (englisch custom made oder bespoke) Hemden in Auftrag zu geben. Meist nimmt dazu ein Verkäufer oder Maßschneider die Körpermaße des Kunden mittels eines Maßbandes auf. Für Hemden relevante Größen sind Kragenweite, Schulterbreite, Armlänge, Brust-, Taillen-, Hüft- und Armumfang sowie die Länge des Hemdes.
Bei der Maßkonfektion kann der Kunde anschließend ein Modell auswählen, welches dann seinen Maßen entsprechend angefertigt wird.
Oft sind im Geschäft verschiedene Konfektionen des Modells vorhanden, die er vorher anprobieren kann. Dieser Schritt ersetzt allerdings nicht die Anprobe nach Fertigstellung seines Exemplars. Mitunter bekommt der Kunde auch Optionen zu einigen individuellen Anpassungen. Je nach Anbieter können dies eine kleinere Auswahl an Stoffen, Knöpfen und Nähten oder die Form des Kragens oder Brusttasche sein.
Ein Maßschneider dagegen bietet dem Kunden eine umfassende Auswahl. Jedes Hemd wird dabei nach dem Wunsch des Kunden neu entworfen. Gute Schneider geben dem Kunden eine umfangreiche Beratung und legen Augenmerk auch auf kleine Details wie z. B., auf welcher Höhe der erste Knopf unterhalb des Kragens liegen soll. Wichtigstes Kriterium für ein Maßhemd ist jedoch, dass das Hemd durch Schnitt und Anproben auf die individuelle Figur und Haltung angepasst wird. Figurbesonderheiten wie eine hängende Schulter, eine vorstehende Hüfte, aufrechte oder stark gebückte Körperhaltung oder Hohlkreuz werden berücksichtigt, wie auch bei größerem Bauch eine „Bauchvorlage“, hier ist dann das Hemd vorne länger. Diese Einzelheiten bleiben in der Maßkonfektion meist unbeachtet. Selbstverständlich können hier auch bei den Knöpfen und der Garnart viele Varianten, Materialien oder Farben gewählt werden.
Wichtigstes Kriterium für ein passendes Hemd ist die Kragenweite. Er sollte so weit sein, dass gerade noch ein oder zwei Finger zwischen Hals und Stoff hineinpassen. Der Ärmel sollte so lang sein, dass er auch bei gebeugtem Arm bis zum Handknöchel reicht. Der Hemdärmel sollte mindestens ein bis zwei Zentimeter aus dem Sakkoärmel herausschauen. Die Länge des Hemdes ist normalerweise vom Kragenansatz bis zum Ende des Gesäßes, die Gesäßweite des Hemdes richtet sich danach, ob es in die Hose gesteckt oder über der Hose getragen wird.
Einige Hersteller bieten auch die Aufarbeitung ihrer Hemden an, bei der die besonders verschleißintensiven Manschetten sowie der Hemdkragen ausgetauscht werden.

## Accessoires
Hemden werden oft mit Accessoires versehen, zum Beispiel Halstuch, Krawatte, Krawattennadel, -klammer oder -ring (selten), Kragenklammer, Schleife, Krawattenschleife, Bolotie und Manschettenknöpfe.

## Religion
Im religiösen Zusammenhang war das Cilicium als Vehikel christlicher Askese bzw. das Talismanhemd im Islam von Bedeutung.